# Mika Tangermann
Mika Tangermann (eigentlich Mikå Tangermann) (* 17. September 2005 in Hamburg) ist ein deutscher Basketballspieler.

## Werdegang
Tangermann begann seine Basketball-Vereinslaufbahn bei TuRa Harksheide in der Stadt Norderstedt. Bereits mit 14 Jahren hatte er eine Körpergröße von zwei Metern. Als Jugendlicher wechselte er in den Nachwuchs des Bundesligisten Hamburg Towers. Im Dezember 2022 bestritt Tangermann, den mehrere Eingriffe an der Hüfte zurückwarfen, sein erstes Spiel für den SC Rist Wedel in der 2. Bundesliga ProB. 2024 wurde er zunächst als Trainingsspieler ins erweiterte Aufgebot der Profimannschaft der Hamburg Towers aufgenommen. Mitte Oktober 2024 wurde Tangermann vom Hamburger Trainer Benka Barloschky erstmals im europäischen Vereinswettbewerb Eurocup eingesetzt, gab auf diese Weise seinen Einstand in der Profimannschaft der Hanseaten.